# 臺灣煉瓦

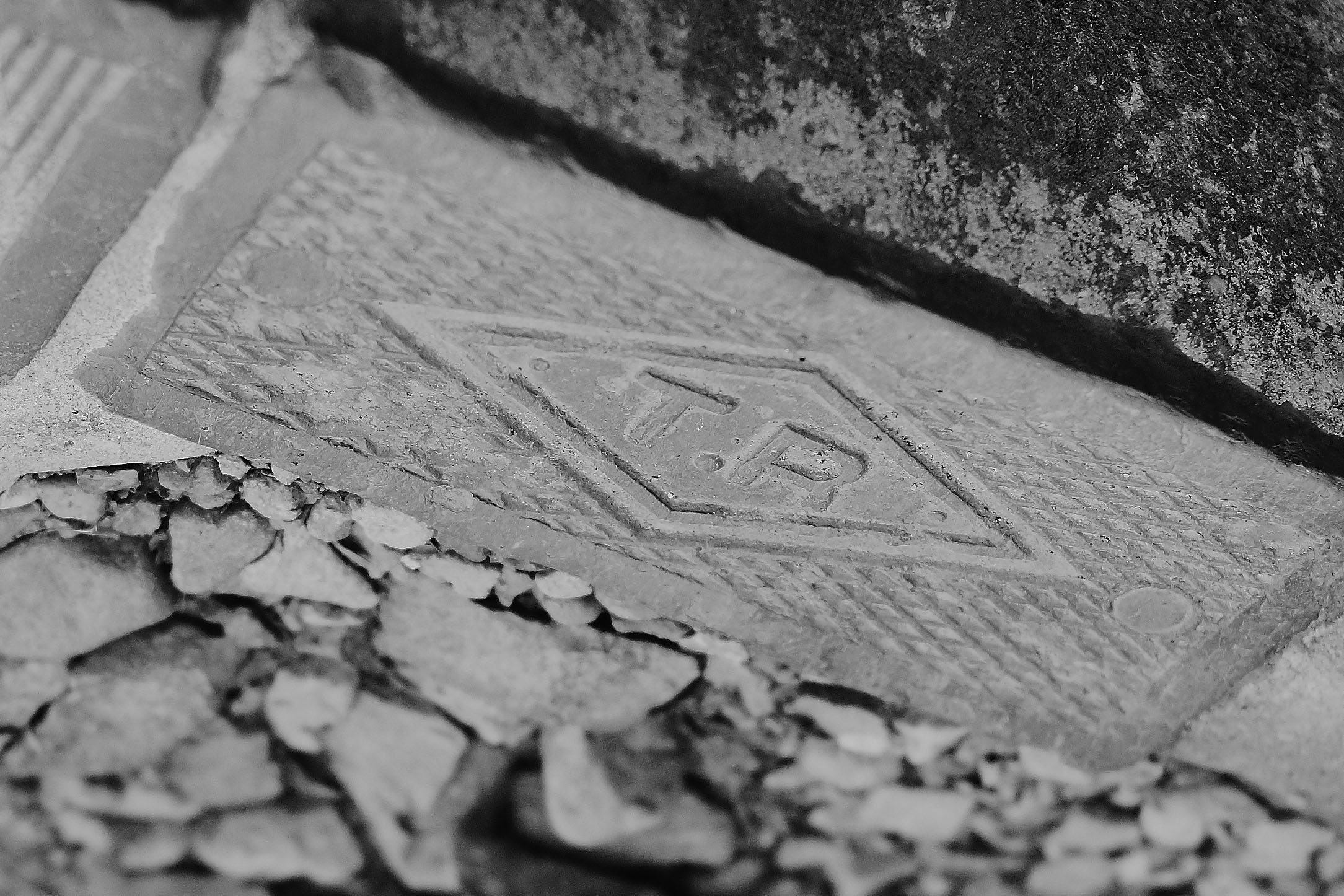
台灣煉瓦T.R磚頭

臺灣煉瓦株式會社，為台灣日治時期的一間公司，由後宮信太郎在1913年7月以資本金三百萬元成立於台北市，從事磚、瓦等建築材料生產販售，在臺灣各地設有工廠。其本原址現為南陽街與許昌街口的國泰信託大樓。

## 介紹
臺灣煉瓦株式會社的本店位於臺北市明石町二丁目二番地，除了建築材料生產外，還有部分為玻璃製造、煤炭開發投資、相關產品販賣以及火災保險代理，而臺灣窯業株式會社為其子會社，與台灣煉瓦本社位於同址。前身為「鮫島商行」，1899年後宮信太郎進入鮫島商行工作擔任重要管理工作，1903年鮫島盛辭世，其子鮫島廣無意承接父親的事業，後宮信太郎籌資接手鮫島商行；同年為增加產量引進新式的霍夫曼窯。1908年臺灣縱貫鐵路通車後，產生「聚集經濟」帶動都市發展，臺灣總督府陸續從事興建官舍、官廳及進行市區改正等大量建設工程使得煉瓦事業勃興。1913年後宮信太郎為規避稅金62並擴大煉瓦事業，以三百萬資本金設立「臺灣煉瓦株式會社」成為臺灣最早公司組織的製磚業者。臺灣煉瓦株式會社在1918年合併了1914年才成立的撒木耳會社，成為臺灣獨大的煉瓦會社。臺灣煉瓦所生產的磚塊的一級品會印有「TR」的字樣，為台灣煉瓦（Taiwan Renga）的商標，其又被稱為「TR磚」，當時許多重要的建築都以TR磚作為建材。在二戰後，臺灣省行政長官公署工礦處接管了臺灣的紡織、玻璃、窯業等十二個單位，這些單位後來被合組為「工礦總公司」，臺灣煉瓦株式會社也在其中之一。

### 工廠

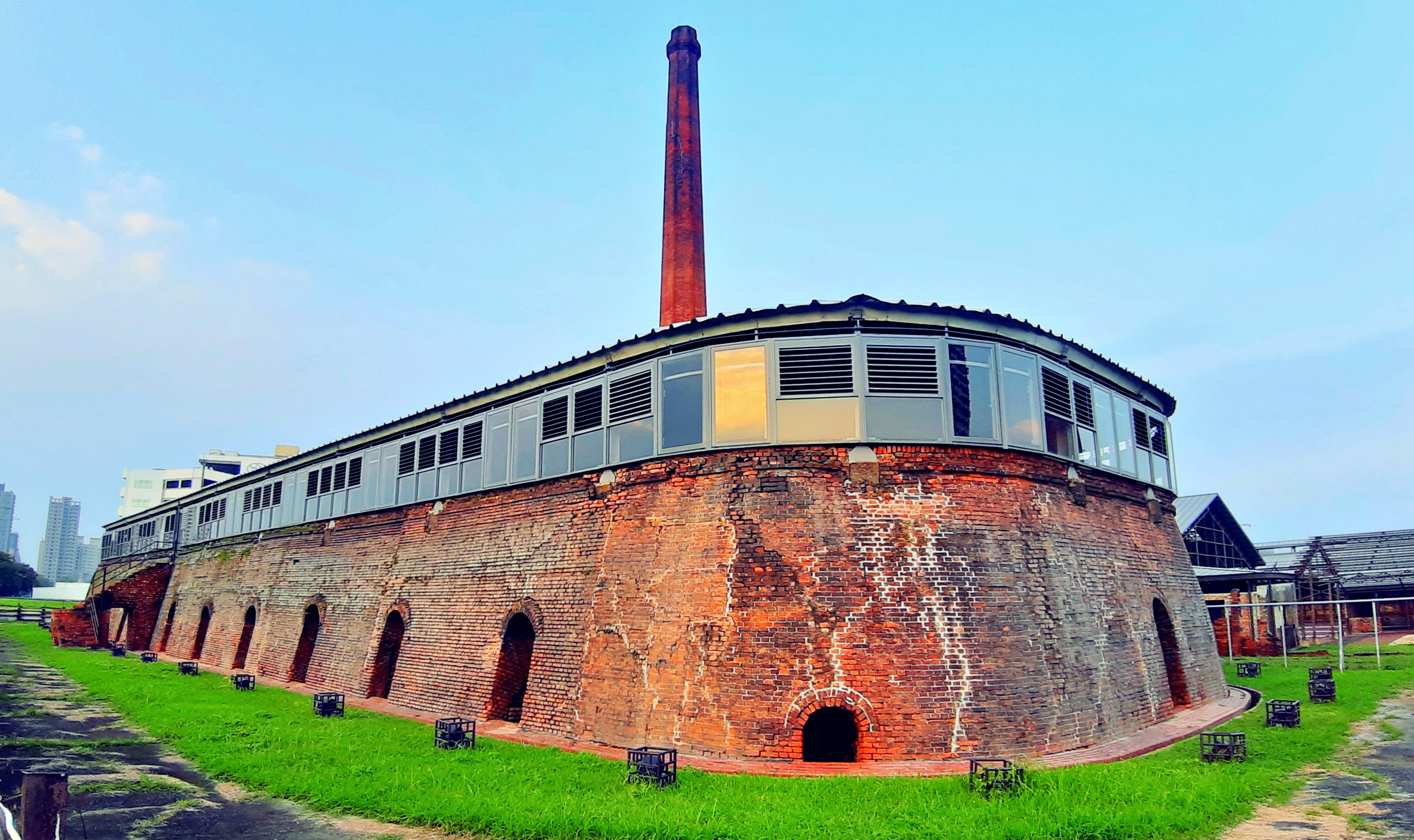
位於高雄市三塊厝的台灣煉瓦高雄工場（中都唐榮磚窯廠）。

臺灣煉瓦的工場位於松山、圓山、板橋、中壢、新竹、台中、花壇、嘉義、台南、高雄、宜蘭、佳里、屏東、岡山、斗南和花蓮港。分工場位於冬山、苗栗、大甲、豐原、員林、溪湖、北斗、斗六、崙背、土庫、水林、朴子、義竹、後壁、新營、學甲、潮州、林邊和草屯。
| 工場       | 位置                   | 現況             |
| ---------- | ---------------------- | ---------------- |
| 宜蘭工場   | 宜蘭市一結             |                  |
| 松山工場   | 台北市上塔悠           | 觀山河濱公園內   |
| 圓山工場   | 台北市下埤頭字東勢     | 大佳河濱公園內   |
| 板橋工場   | 板橋街埔墘             |                  |
| 中壢工場   | 中壢街中壢埔頂         |                  |
| 新竹工場   | 新竹市花園町           |                  |
| 台中工場   | 台中市東勢子           | 台中市東區       |
| 花壇工場   | 花壇庄字白沙坑花壇工場 | 花壇鄉橋頭村附近 |
| 斗南工場   | 大埤庄茄苳腳           |                  |
| 嘉義工場   | 嘉義市港子坪           |                  |
| 佳里工場   | 佳里街佳里             |                  |
| 台南工場   | 台南市竹篙厝           | 東區立德十路附近 |
| 岡山工場   | 岡山街灣子內           |                  |
| 高雄工場   | 高雄市三塊厝           | 中都唐榮磚窯廠   |
| 屏東工場   | 屏東市公館             |                  |
| 花蓮港工場 | 研海庄加禮             |                  |

### 批發商

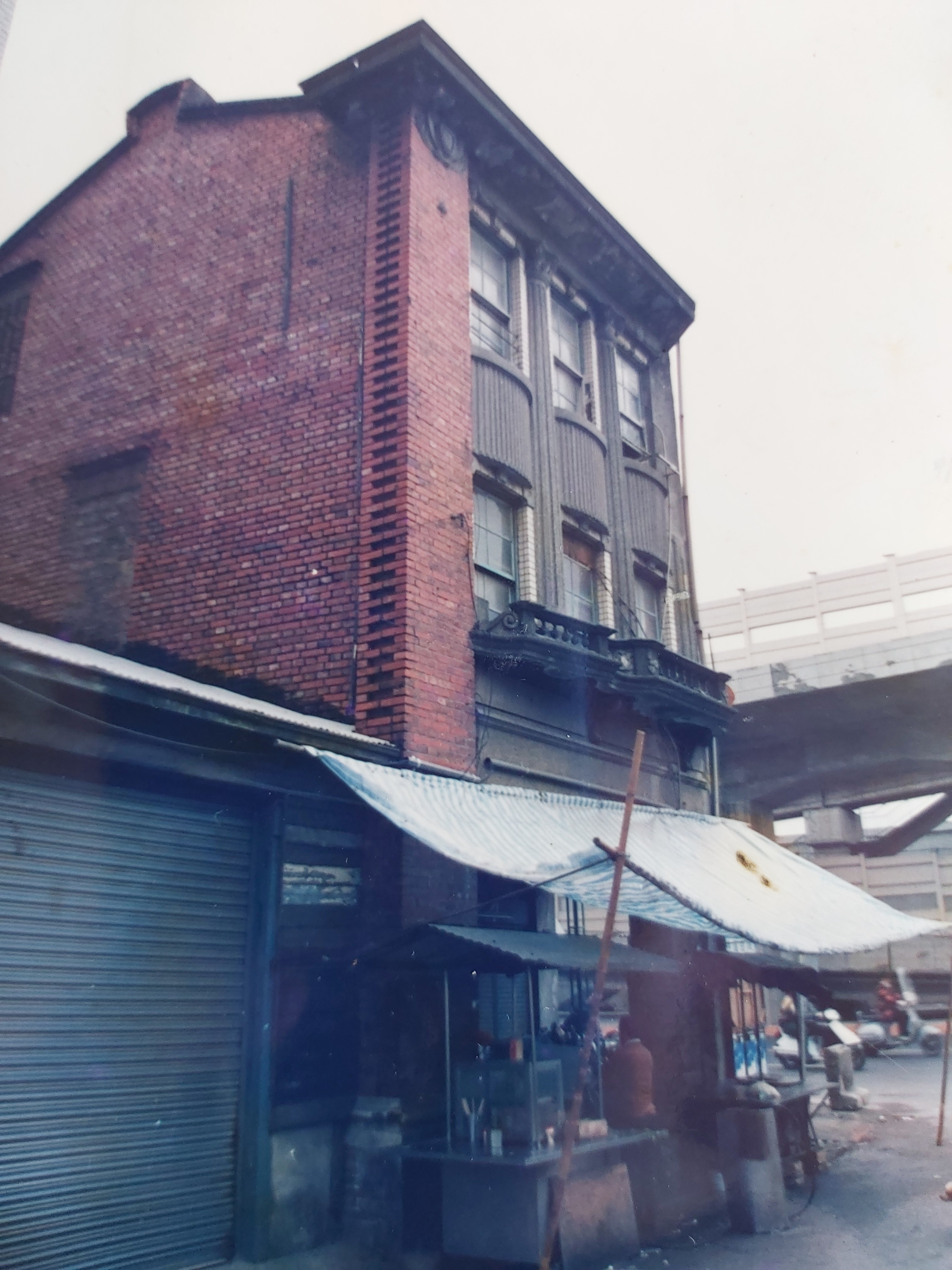
臺灣煉瓦株式會社於臺北市築地町的批發商「洪和商店」在艋舺元園町327番地的店址。

臺灣日治時期煉瓦的販售除了工場直營販賣外，臺灣煉瓦株式會社在各地設有委託卸賣（批發）、小賣（零售）經銷業者的販售商社，提供予小額訂購者購買。經銷商與煉瓦工場間的關係乃需繳交一筆保證金才能取得代理販售權。1895年10月日人引進「商工會」，以有別於本島人（台灣人）「行郊」貿易舊慣的新式商業經營手法以拍賣會方式或在報紙刊登廣告來行銷產品，本島人企業受內地人（日本人）的新式行銷手法影響也日漸效法實施，然而台資企業卻遲至1920年才由台灣總督府正式核准得以成立商工會。
| 營業種類                           | 類別       | 營業所           | 商號                 | 營業主                     |
| ---------------------------------- | ---------- | ---------------- | -------------------- | -------------------------- |
| 煉瓦、土管、建築土公用器           | 小賣       | 臺北市北門町     |                      | 臺灣煉瓦株式會社           |
| 建築材料、石灰、木材、水泥         | 卸賣、小賣 | 臺北市本町       |                      | 盛進商行株式會社           |
| 石灰、煉瓦、水泥                   | 卸賣、小賣 | 臺北市京町       | 堀內商店             | 高松興吉                   |
| 建築材料                           | 卸賣、小賣 | 臺北市大和町     | 杉山友之輔商店       | 高進商會株式會社           |
| 土木建築材料                       | 卸賣       | 臺北市大和町     |                      | 臺北工業株式會社           |
| 土木建築材料                       | 卸賣       | 臺北市大和町     |                      | 守谷商會株式會社臺北出張所 |
| 建築材料                           | 卸賣、小賣 | 臺北市大和町     | 杉山友之輔商店       | 賀田組株式會社臺北支店     |
| 建築材料                           | 卸賣、小賣 | 臺北市西門町     | 奧田商會             | 奧田商會合資會社           |
| 木材防腐藥劑、建築材料             | 卸賣、小賣 | 臺北市末廣町     | 柱商會               | 田中義一                   |
| 建築材料、石灰、煉瓦、木、鐵、水泥 | 卸賣、小賣 | 臺北市末廣町     | 山一商行株式會社     | 曾根茂夫                   |
| 建築材料、石灰                     | 卸賣、小賣 | 臺北市壽町       | 義利商會             | 劉秋                       |
| 煉瓦、砂                           | 卸賣、小賣 | 臺北市築地町     | 洪和商店             | 洪和                       |
| 石灰、煉瓦                         | 卸賣、小賣 | 臺北市新起町     | 東成                 | 吳庵                       |
| 石灰、煉瓦、砂礫                   | 卸賣、小賣 | 臺北市新起町     | 曾仁煥商店           | 曾仁煥                     |
| 土管、煉瓦                         | 卸賣、小賣 | 臺北市入船町     |                      | 林味                       |
| 建築材料                           | 卸賣       | 臺北市港町       | 野澤組臺北出張所     | 野澤原次郎                 |
| 材木、煉瓦                         | 卸賣、小賣 | 臺北市入船町     | 榮昌                 | 李榮華                     |
| 材木、煉瓦                         | 卸賣、小賣 | 臺北市入船町     | 義利號               | 李金水                     |
| 臺灣瓦、煉瓦                       | 卸賣、小賣 | 臺北市入船町     |                      | 陳在                       |
| 煉瓦                               | 小賣       | 臺北市太平町     |                      | 蔡魚                       |
| 煉瓦、臺灣瓦、石灰                 | 卸賣、小賣 | 臺北市下奎府町   | 金順發               | 郭查某                     |
| 建築材料                           | 卸賣、小賣 | 臺北市大橋町     | 豐益商店             | 葉集                       |
| 材木                               | 卸賣、小賣 | 臺北市泉町       | 集大成               | 辜顯榮                     |
| 製造各種煉瓦、瓦、土管             |            | 臺北市北門町     |                      | 臺灣煉瓦株式會社           |
| 煉瓦、砂礫、左官材料               | 卸賣、小賣 | 基隆市曾子寮     | 張保記               | 張保                       |
| 建築材料、石灰、煉瓦、材木、石材   | 卸賣、小賣 | 基隆市新店       |                      | 陳龍飛                     |
| 材木、煉瓦、瓦                     | 卸賣、小賣 | 基隆市新興二     | 建和獅               | 何君                       |
| 水泥、煉瓦、瓦、左官材料           | 卸賣、小賣 | 基隆市玉田町     | 若村商行             | 若村猶節                   |
| 耐火煉瓦（度量衡）                 | 卸賣、小賣 | 基隆市義重町     | 石坂商店             | 石坂莊作                   |
| 土木建築材料                       | 卸賣、小賣 | 基隆市宜蘭街艮門 | 楊建發               | 楊甘棠                     |
| 煉瓦                               | 卸賣、小賣 | 基隆市宜蘭街艮門 |                      | 游阿泉                     |
| 水泥、煉瓦                         | 卸賣、小賣 | 基隆市宜蘭街巽門 | 金合益               | 簡盧                       |
| 建材                               | 卸賣、小賣 | 基隆市羅東街     | 榮發                 | 楊宗                       |
| 建築材料                           | 卸賣、小賣 | 基隆市羅東街竹林 | 泰和商行             | 張阿生                     |
| 煉瓦                               | 小賣       | 桃園街北門楠子   | 桃園煉瓦公司         | 林添富                     |
| 煉瓦                               | 小賣       | 臺中市東勢子     |                      | 臺灣煉瓦株式會社           |
| 煉瓦                               | 小賣       | 臺中市烏牛欄     | 振豐裕               | 林慶財                     |
| 煉瓦                               | 小賣       | 臺中市社皮       | 金運發               | 張欉                       |
| 煉瓦                               | 卸賣、小賣 | 臺中市員林       |                      | 薛潭                       |
| 煉瓦                               | 小賣       | 臺中市包尾       |                      | 謝土                       |
| 煉瓦                               | 小賣       | 臺中市北斗街     | 東發                 | 柯清淵                     |
| 煉瓦、木材                         | 卸賣、小賣 | 臺中市大甲       | 元泰                 | 林麒麟                     |
| 煉瓦、木材                         | 小賣       | 臺中市大甲       | 吉昌材木支店         | 邱阿魁                     |
| 古煉瓦、古材                       | 卸賣、小賣 | 臺南市新連發     | 陳桂林               | 林麒麟                     |
| 煉瓦、木材、水泥                   | 卸賣、小賣 | 臺南市西門町     | 永源發               | 吳教額                     |
| 煉瓦、木材、水泥                   | 卸賣、小賣 | 臺南市西門町     |                      | 王添賜外4名                |
| 煉瓦、木材、水泥                   | 卸賣、小賣 | 臺南市西門町     |                      | 王道崇、林鹽如             |
| 煉瓦                               | 小賣       | 嘉義街保長廍     |                      | 張杏林                     |
| 煉瓦                               | 小賣       | 嘉義街茄苳       |                      | 廖水蛙                     |
| 煉瓦                               | 小賣       | 嘉義街西螺       | 林協德               | 林中賀                     |
| 煉瓦                               | 小賣       | 嘉義街新化街     |                      | 康寬                       |
| 煉瓦、木材                         | 卸賣、小賣 | 高雄市湊町       | 福壽商行             | 林東來                     |
| 煉瓦、木材                         | 卸賣、小賣 | 高雄市湊町       | 振興                 | 蔡生                       |
| 煉瓦、木材                         | 卸賣、小賣 | 高雄市新濱町     | 自福商行             | 陳自然                     |
| 煉瓦、木材                         | 卸賣、小賣 | 高雄市鹽埕町     | 信興材木店           | 趙任                       |
| 煉瓦、木材                         | 卸賣、小賣 | 高雄市三塊厝     |                      | 許丁典                     |
| 煉瓦、木材                         | 卸賣、小賣 | 高雄市新濱町     | 田村材木店           | 田村基                     |
| 煉瓦、水泥                         | 卸賣、小賣 | 高雄市壽町       | 山一商行             | 曾根茂夫                   |
| 煉瓦、石材                         | 小賣       | 高雄市三塊厝     | 臺灣煉瓦會社高雄工場 | 後宮信太郎                 |
| 煉瓦、石材                         | 卸賣、小賣 | 高雄市湊町       | 福壽商行             | 林東來                     |
| 煉瓦                               | 小賣       | 高雄市屏東街     |                      | 徐猛                       |
| 煉瓦、材木                         | 卸賣、小賣 | 澎湖廳馬公       | 合昌商行             | 呂戊辰                     |
| 煉瓦、材木                         | 卸賣、小賣 | 澎湖廳馬公       | 聯益                 | 徐圭                       |

## 其他
台灣煉瓦會社打狗工場在二戰後由唐榮鐵工廠買下，作為中都唐榮磚窯廠，此磚窯廠仍運作至1985年才停止生產，並在2005年被列為高雄市國定古蹟。
TR磚早期以生產陰刻（凹面）為主，陽刻（凸面）TR磚較前者晚出現。
目前在北台灣地區某些的文化園區、歷史街區之室外地面上可見露出TR字樣商標之磚面，均是再造歷史現場，以現代工法再利用老磚鋪設而成，並非園區、街區本身既有鋪設之磚面。
在台灣北部的傳統三合院民居，甚或是戰後才興建的三合院民居，也有以TR磚所建造之案例可循；近年在地方政府都市重劃政策的推動下，前述磚樓房舍已加速被迫拆除、消失。